# Reinhard Bortfeld

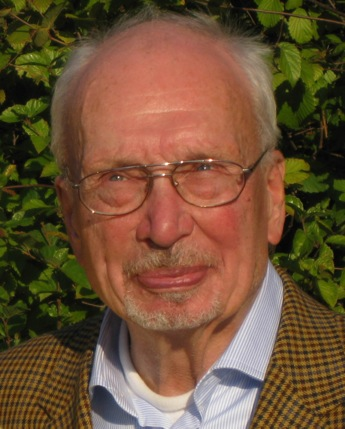
Reinhard Bortfeld

Reinhard Bortfeld (* 25. Februar 1927 in Belgern; † 10. Juli 2019 in Hannover) war ein deutscher Geophysiker.

## Werdegang
Er wuchs in Annaburg (Landkreis Torgau) auf und kam nach dem Zweiten Weltkrieg nach Göttingen, wo er Mathematik studierte, 1950 das Staatsexamen ablegte und 1951 promovierte. Bortfeld war über viele Jahre als Geophysiker in der Industrie tätig, von 1952 bis 1962 bei Mobil Oil A.G. in Celle, danach bis 1975 bei Prakla-Seismos in Hannover und schließlich bis 1980 bei Shell in Den Haag. 1980 nahm er einen Ruf auf eine ordentliche Professor für Geophysik an der Technischen Universität Clausthal an, und wurde gleichzeitig Direktor des dortigen Instituts für Geophysik, wo er 1992 emeritierte. Bortfeld war seit 1960 mit Monika Bortfeld verheiratet und ist Vater von Sohn Thomas und Tochter Julia.

## Beiträge zur Geophysik
Bortfeld hat mit seinen mathematischen Arbeiten das Gebiet der angewandten Seismik nachhaltig beeinflusst. Er ist vor allem durch die nach ihm benannte Bortfeld Näherung der Zöppritz Gleichungen bekannt, womit erstmals eine physikalische Interpretation der Reflexionskoeffizienten seismischer Wellen ermöglicht wurde. Er gilt damit als Pionier der Amplitude-vs-Offset Methode, die nach weiteren Entwicklungen eine wesentliche Rolle beim Auffinden von Lagerstätten gespielt hat. Als Leiter des Datenzentrums bei Prakla-Seismos hat er den Einsatz von Computern in der Explorations-Geophysik vorangetrieben. In seiner Zeit in Clausthal-Zellerfeld war er für die Bearbeitung der reflexionsseismischen Daten des Deutschen Kontinentalen Reflexionsprogramms (DEKORP) verantwortlich (Meissner und Bortfeld 1990) und beschäftigte sich mit der Anwendung der geometrischen Strahlenoptik in der Seismik. Er hat damit den Grundstein für weiterführende Arbeiten nachfolgender Generationen von Geophysikern gelegt (Hubral 2002). Bortfeld wurde für seine Arbeiten 1960 mit dem Conrad Schlumberger Award und 1989 mit dem Reginald Fessenden Award ausgezeichnet.
Die Trauerfeier fand in der Kapelle vom Stadtfriedhof Engesohde statt.

## Schriften
- Approximations to the reflection and transmission coefficients of plane longitudinal and transverse waves, Geophysical Prospecting, 1961

- Geometrical ray theory: Rays and traveltimes in seismic systems (second‐order approximations of the traveltimes), Geophysics 54(3): 342–349, 1989

- R. Meissner and R.K. Bortfeld. DEKORP–Atlas. Results of Deutsches Kontinentales Reflexionsseismisches Programm, Springer, Berlin-Heidelberg, 1990.